# 李允升
李允升（1496年—1564年），字大猷，號北川，順天府涿州人，民籍，明朝政治人物。

## 生平
正德十四年（1519年）己卯科順天鄉試舉人，嘉靖五年（1526年）丙戌科三甲第七十一名進士。授安慶府推官，署桐城縣事，後攝安慶府事，行取進京，升戶部陝西司主事，管理河西務鈔關，升員外郎，十六年（1537年）升郎中，督儲蘭州，升山東布政使司右參議、分巡海右、兼總理薊遼糧儲。四十三年（1564年）卒。

## 家族
高祖李泰；曾祖李貴；祖父李舉；父李時，弘治十八年進士，山西行太僕寺寺丞，贈戶部員外郎。母史氏，封宜人。